# Mosuo
I Mosuo (摩梭S, MósuōP), noti anche come Moso o Mosso, sono un piccolo gruppo etnico che vive nelle province cinesi dello Yunnan e del Sichuan, con una popolazione di circa 50.000 individui, la maggior parte dei quali si trova vicino al lago Lugu.
Gli antenati degli odierni Naxi e Mosuo migrarono dal Tibet attorno al 1000 d.C.. Parte del gruppo si è fermato nei pressi del lago Lugu dando origine ai Mosuo, mentre il resto ha proseguito verso sud fino a Lijiang dove oggi vivono i Naxi. Dopo molti secoli, i due gruppi hanno sviluppato una notevole differenza etno-linguistica. Nonostante queste differenze, per la classificazione in uso nella Repubblica Popolare Cinese l'etnia Mosuo appartiene allo stesso gruppo dei Naxi.

## Cultura
L'organizzazione sociale è matrilineare.
Ogni persona dei vari clan in cui è divisa la popolazione possiede il nome della donna più anziana, la madre del clan. I nomi, come la proprietà della casa e della terra, sono esclusivamente ereditati per via femminile. A circa tredici anni, dopo la cerimonia d'iniziazione, le ragazze sono considerate membri a pieno titolo del clan e ricevono la chiave della loro camera da letto. La matriarca di un clan, con l'aiuto delle sue sorelle, si occupa degli affari sociali, economici e della casa. È l'amministratrice di tutti i possedimenti del clan: la casa, i campi, gli animali ed i prodotti alimentari domestici, come i cavalli, che sono di solito usati dagli uomini del clan (i suoi fratelli ed i figli). Tuttavia è il fratello che viene scelto per essere il rappresentante del clan negli affari esterni, la comunicazione con i vicini, le assemblee e la pianificazione del lavoro degli uomini, che sono anche deputati a lasciare i villaggi per recarsi altrove a commerciare o a macellare il bestiame, attività severamente vietata alle donne. 
Durante le danze in onore della dea dell'Amore "Gan mu", le giovani donne scelgono un nuovo partner fra i giovani uomini. L'eletto ha il diritto di andare a trovare la donna nella propria camera da letto la stessa notte, ma la mattina seguente all'alba deve lasciarla e tornare a casa sua. Tale pratica viene detta in cinese zou hun, "matrimonio che cammina" (走婚S, zǒu hūnP).
La cura dei figli e la loro potestà pertengono esclusivamente alla madre e al suo clan. Gli uomini e le donne non vivono insieme ma ciascuno nella propria famiglia d'origine. I fratelli delle giovani donne si prendono cura delle nipotine e dei nipoti, che sono considerati come loro figli. Quindi a tali zii è affidata la paternità sociale dei bambini configurando un sistema di avuncolato tipico delle società matrilineari.
I bambini, secondo i Mosuo, vengono dal regno degli antenati e non da un uomo dell'altro clan. Poiché gli antenati vengono venerati, i bambini sono sacri. 
Secondo i Mosuo, gli antenati ritornerebbero in vita attraverso i bambini. Durante lo sviluppo del bambino, i membri del clan lo identificano con un antenato. Alla cerimonia d'iniziazione, alla bambina verrà dato il nome dell'antenata a cui è stata associata e da quel momento viene considerata a tutti gli effetti come una reincarnazione dell'antenata stessa. 
Quando una anziana donna muore, durante la sua cerimonia funebre il suo costume d'iniziazione e dei viveri sono posti vicino alla sua bara, perché secondo i Mosuo "ritornerà come giovane donna."

## Religione
I Mosuo praticano due diverse religioni. La religione antica, chiamata Daba (达巴S, DábāP), è stata una parte della loro cultura per migliaia di anni, si basa su principi animistici e coinvolge il culto degli antenati e il culto di una dea madre.
I Mosuo praticano anche il buddismo tibetano, che è diventata parte della loro cultura nella storia più recente, tuttavia oggi svolge un ruolo di gran lunga più importante nella loro vita quotidiana ed è diventata la religione predominante.